# Линн, Лера
Лера Линн (англ. Lera Lynn; род. 5 декабря 1984, Хьюстон) — американская альт-кантри-певица, бард, исполнитель песен собственного сочинения.

## Ранние годы
Лера Линн родилась в Хьюстоне, штат Техас, однако вскоре семья покинула этот город, и детство певицы прошло в Атланте, штат Джорджия. Мать Леры до её рождения пыталась сделать карьеру рок-певицы. Отец работал механиком и скончался от сердечного приступа в начале нулевых, когда ему шёл пятый десяток, что оказало сильное эмоциональное влияние на Леру, которой тогда только исполнилось двадцать..
Будущая певица окончила колледж Янг Харрис, а затем получила степень бакалавра по направлению антропология в Университете Джорджии.

## Карьера певицы
Дебютный альбом Леры был записан в 2011 году и имел символическое название «Have You Met Lera Lynn?» (Вы не встречали Леру Линн?).
В 2014 году Линн выпустила альбом «The Avenues» и начала работу по созданию музыки для второго сезона криминального сериала «Настоящий детектив», выпускаемого компанией HBO, под руководством знаменитого продюсера Ти-Боун Бёрнетта. Компанию ей составила известная фолк-певица — Розанн Кэш. Сама Лера так отозвалась об этом эксперименте: «Ти-Боун предоставил мне полный карт-бланш, чтобы я могла досконально исследовать свою тёмную сторону. И сотрудничество с Розанн Кэш, конечно, было сбывшейся мечтой».
Песни Линн звучат практически в каждом эпизоде 2-го сезона сериала «Настоящий детектив», а сама Лера время от времени появляется в эпизодической роли певицы в баре, где встречаются главные герои сериала. «Определённо, она сделала неправильный выбор в некоторые моменты своей жизни, судя по тому, как она выглядит и где исполняет свои песни», — говорит сама певица о своей безымянной героине. Особое внимание телезрителей привлекают мрачные баллады «My Least Favorite Life» («Моя самая нелюбимая жизнь») и звучащая в финальном эпизоде «Lately» («В последнее время»).

## Личная жизнь
В настоящее время Лера Линн живёт в Нэшвилле, штат Теннесси. В 2020 году у певицы родился ребёнок.

## Дискография
- Have You Met Lera Lynn? (2011)
- Ring Of Fire (EP) (2012)
- Lying In The Sun (EP) (2013)
- The Avenues (2014)
- Resistor (2016)
- Plays Well With Others (2018)
- On My Own (2020)
- Something more than love (2022)

## Фильмография
- Настоящий детектив (2015) — певица в баре